# أمجد بدر
أمجد بدر (مواليد 1969 في محافظة السويداء) مهندس زراعي وأكاديمي وخبير في الاقتصاد الزراعي وسياسي سوري يشغل منصب وزير الزراعة في حكومة أحمد الشرع منذ 29 آذار 2025.

## النشأة والتعليم
وُلِد أمجد بدر لعائلة درزية في محافظة السويداء عام 1969. حصل على شهادة في الهندسة الزراعية من جامعة دمشق عام 1993 وتخصص في الاقتصاد الزراعي. ثم حصل لاحقًا على درجتي الماجستير والدكتوراه في الاقتصاد الزراعي من جامعة حلب. وخلال دراسته، أجرى أبحاثًا حول تقنيات الري الحديثة وتأثيرها على إنتاجية القمح في سوريا.

## المسيرة الأكاديمية والمهنية والحكومية
شغل أمجد بدر مناصب بحثية متعددة في الهيئة العامة للبحوث العلمية الزراعية، وخاصةً في مركز بحوث السويداء. وشارك في العديد من الدراسات الاجتماعية والاقتصادية المتعلقة بالقطاع الزراعي وتعاون مع المركز الدولي للبحوث الزراعية في المناطق الجافة (إيكاردا) في العديد من مشاريع التنمية.
نشر أبحاثًا مُحكّمة حول إنتاجية القمح، وكفاءة تقنيات الري، والعوائد الاقتصادية للأنظمة الزراعية. كما قدّم أوراقًا بحثية في مؤتمرات دولية ركّزت على إدارة الموارد المائية والزراعة المستدامة.
بعد تشكيل الحكومة الانتقالية السورية في آذار 2025، عُيّن أمجد بدر وزيرًا للزراعة. وفي كلمته الافتتاحية أكّد على أهمية الاستفادة المستدامة من التنوع البيئي في سوريا لتعزيز الأمن الغذائي الوطني. ويهدف إلى تنفيذ إصلاحات زراعية واسعة النطاق لزيادة الإنتاجية وتعزيز الاستخدام المسؤول للموارد الطبيعية.